# Edvin Smårs
Olof Edvin Smårs, född 23 februari 1917 i Rättvik, död där 20 mars 2006, var en svensk byggnadssnickare och träskulptör.
Han var son till snickaren Olof Smårs och Saras Elisabet Olsson och från 1942 gift med Snis Anna Jonsson. Vid sidan av sitt borgerliga yrke som byggnadssnickare var han verksam som träsnidare och skulptör. Tillsammans med Olle Hanspers ställde han ut med mindre statyetter i Rättvik 1962 och han medverkade i Septettens samlingsutställningar. Hans konst består av trästatyetter och reliefer med djurmotiv samt abstrakta kompositioner. 